# Dombrücke (Kolonia)

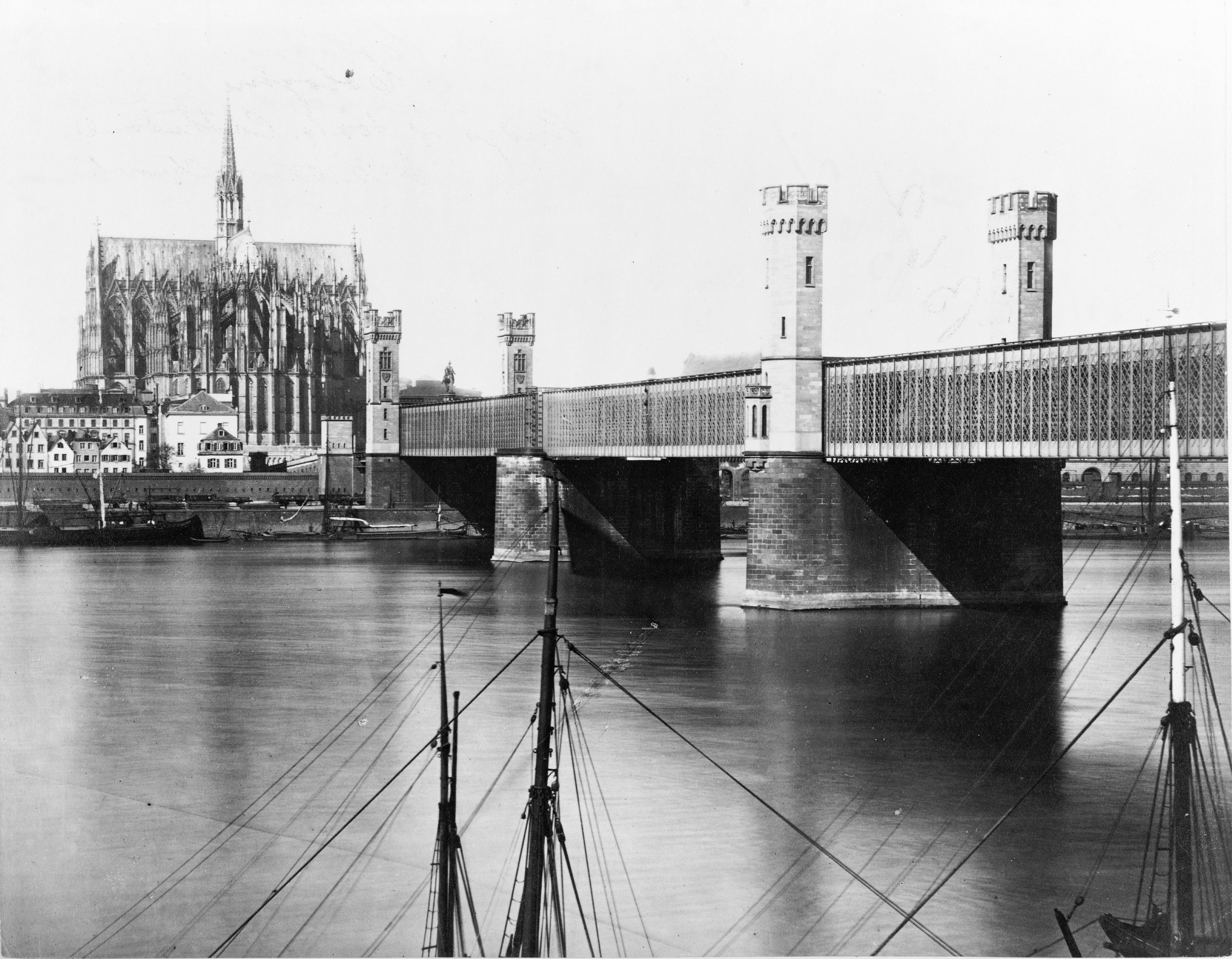
Most Tumski sprzed roku 1880

Dombrücke (z niem. Most Tumski) – istniejący w latach 1859–1909 most kolejowo-drogowy na Renie w Kolonii na 688,5 kilometrze jego długości, w kraju związkowym Nadrenia Północna-Westfalia w Niemczech.

## Historia
Kamień węgielny pod budowę mostu Tumskiego położono 3 października 1855 roku. Most został oddany do użytku 6 października 1859 roku, wraz z pierwszym głównym dworcem kolejowym (obecnie Köln Hauptbahnhof) przy Maximinenstraße w Kolonii. Uroczystego otwarcia dokonał przyszły cesarz Wilhelm I Hohenzollern (1797–1888). Budowa mostu pochłonęła 11,8 miliona marek.
Most był drugim mostem kolejowym nad Renem, po znacznie krótszym moście w Waldshut, który został otwarty kilka miesięcy wcześniej, 18 sierpnia 1859 roku. Most Tumski był nazywany „stałym mostem”, ponieważ był pierwszą, nie licząc mostu rzymskiego (niem. Römerbrücke, zwanego również: Konstantinbrücke) istniejącego w IV wieku, stałą przeprawą Renu między Bazyleą a Holandią. Wcześniej istniał tzw. „latający most” – prom linowy, następnie w średniowieczu prom wahadłowy, oraz w czasach pruskich most pontonowy. Projektantem mostu był inspektor budownictwa wodnego Hermann Lohse. Żelazne elementy konstrukcji mostu użyte przy budowie wykonała huta „Steinhauser” w Zagłębiu Ruhry (niem. Steinhauser Hütte an der Ruhr). Most Tumski nazywany był także Mausefalle (pol. „pułapka na myszy”).
Otwarcie mostu i dworca kolejowego przyczyniło się do rozwoju Kolonii jako ważnego węzła komunikacyjnego w Europie Zachodniej – w 1880 roku podróż z Monachium przez Moguncję i Kolonię do Antwerpii, Brukseli czy Amsterdamu trwała mniej niż 24 godziny. W 1890 roku przez most przejechało 100 pociągów pasażerskich, a w 1907 roku – 456.
Wraz z budową nowego budynku głównego dworca kolejowego w 1894 roku, most Tumski w wyniku zwiększenia ruchu okazał się niewystarczający i po około pięćdziesięciu latach funkcjonowania w 1909 roku został rozebrany. Prace demontażowe kosztowały 13,3 miliona marek.
Zastąpiony oddanym do użytku w 1911 roku mostem Hohenzollernów.